# Schwartziella triticea
Schwartziella triticea is een slakkensoort uit de familie van de Rissoidae. De wetenschappelijke naam van de soort is voor het eerst geldig gepubliceerd in 1861 door Pease.